# Едуардо Тубау
Едуардо Тубау (ісп. Eduard Tubau, 6 січня 1981) — іспанський хокеїст на траві.
Срібний призер Олімпійських Ігор 2008 року, учасник 2000, 2004, 2012 років.
Чемпіон Європи 2005 року, срібний призер 2007 року.
Бронзовий призер Чемпіонату світу 2006 року.
Срібний призер Трофею чемпіонів 2011 року, бронзовий призер 2005, 2006 років.
Переможець Виклику чемпіонів 2003 року.